# Cokedale
Cokedale é uma cidade  localizada no estado americano de Colorado, no Condado de Las Animas.

## Demografia
Segundo o censo americano de 2000, a sua população era de 139 habitantes.
Em 2006, foi estimada uma população de 135, um decréscimo de 4 (-2.9%).

## Geografia
De acordo com o United States Census Bureau tem uma área de
0,5 km², dos quais 0,5 km² cobertos por terra e 0,0 km² cobertos por água.

## Localidades na vizinhança
O diagrama seguinte representa as localidades num raio de 56 km ao redor de Cokedale.